# John Duha
John Alexander Duha (Chicago, Illinois, 16 de febrer de 1875 – Chicago, 21 de gener de 1940) va ser un gimnasta i atleta estatunidenc que va competir a cavall del segle xix i el segle xx. El 1904 va prendre part en els Jocs Olímpics de Saint Louis, on guanyà dues medalles de bronze, en les barres paral·lelesa i la prova per equips del programa de gimnàstica, com a membre de l'equip Central Turnverein, Chicago al costat de Charles Krause, George Mayer, Robert Maysack, Philip Schuster i Edward Siegler. Disputà d'altres proves gimnàstiques, en què destaca la quarta posició en la combinada i el triatló del programa d'atletisme, on fou 36è.